# 崔養蒙
崔養蒙（16世紀—17世紀），字明甫，號正寰，河南懷慶府河内縣人，明朝政治人物。

## 生平
戊辰九月二十三日生，治易经。萬曆二十二年（1594年）甲午科河南鄉試第十二名舉人，二十三年（1595年）乙未科會試第二百十九名，廷試三甲第一百四名進士。吏部觀政，本年十月初授杭州府推官，二十四年丁憂，二十七年補大名府推官，三十年擢吏部主事，三十二年升员外郎、郎中，三十四年养病。三十六年補郎中，次年告病。

## 家族
曾祖崔腾。祖崔继宗，寿官。父崔士謙，庠生。前母褚氏，母周氏。重庆下。娶劉氏，继娶张氏。子胤麒、胤麟。